# Onda gravitacional

Representação bidimensional de ondas gravitacionais geradas por duas estrelas de nêutrons orbitando entre si

Na física, as ondas gravitacionais são ondulações na curvatura do espaço-tempo que se propagam como ondas, viajando para o exterior a partir da fonte. Elas são incrivelmente rápidas, viajam à velocidade da luz (299 792 458 metros por segundo) e espremem e esticam qualquer coisa em seu caminho ao passarem.
Previstas em 1916 por Albert Einstein com base em sua teoria da relatividade geral, e detectadas em 2015, as ondas gravitacionais transportam energia na forma de radiação gravitacional. A teoria geral da relatividade de Einstein prevê que a presença de massa causa uma curvatura no espaço-tempo. Quando objetos maciços se fundem, essa curvatura pode ser alterada, enviando ondulações para fora do universo. Estas são conhecidas como ondas gravitacionais. Com o tempo que esses distúrbios nos alcançam, eles são quase imperceptíveis. Foi apenas um século após a previsão de Einstein que os cientistas desenvolveram um detector sensível o suficiente — o Laser Interferometer Gravitational-Wave Observatory ou LIGO — e conseguiram confirmar a existência de ondas gravitacionais.
A existência de ondas gravitacionais é uma possível consequência da covariância de Lorentz da relatividade geral, uma vez que traz o conceito de uma velocidade finita de propagação de interações físicas consigo. Em contraste, as ondas gravitacionais não existiam na teoria newtoniana da gravitação, que postula que as interações físicas propagam-se em velocidade infinita. Antes da detecção direta de ondas gravitacionais (ver abaixo), já havia evidências indiretas sobre a sua existência. Por exemplo, as medições do sistema binário Hulse-Taylor sugeriram que as ondas gravitacionais eram mais do que um conceito hipotético. As fontes potenciais de ondas gravitacionais detectáveis incluem sistemas estelares binários compostos por anãs brancas, estrelas de nêutrons e buracos negros.
Para entender como Einstein conseguiu prever a existência de ondas gravitacionais ainda que não pudesse detectá-las, é preciso entender por que seria necessário que algo como uma onda gravitacional existisse: a Terra continua em sua órbita aproximadamente circular ao redor do Sol por causa da atração gravitacional do Sol, cujo tamanho da órbita depende da massa do Sol. No entanto, se ele começa a perder massa (suponha, por exemplo, que existe uma explosão interna que tem o efeito de disparar dois grandes pedaços do Sol em direções opostas em ângulo reto ao plano da órbita da Terra), a maior parte do Sol permanecerá no mesmo lugar, mas a órbita da Terra será afetada. Como o Sol agora será um pouco mais leve, a Terra será menos fortemente atraída por ele, e sua órbita ficará um pouco maior. A questão é: quanto tempo leva a Terra para perceber que o Sol já não é tão maciço quanto era? Ela começa a embarcar em seu novo curso imediatamente, ou é preciso um período para que a Terra perceba que algo aconteceu com o Sol? Dado que, de acordo com a teoria de Einstein, nada pode viajar mais rápido do que a luz, a Terra não saberia que o Sol estava perdendo massa por pelo menos oito minutos — o tempo que levaria para a luz viajar do Sol para Terra. O Sol, por assim dizer, teria que enviar uma mensagem para a Terra, e essa mensagem não poderia viajar mais rápido do que a velocidade da luz. Para entender como essa mensagem viaja, é preciso pensar em algo como uma onda, uma onda gravitacional, que transmite a informação que a forma do espaço-tempo está mudando. Assim, uma maneira de pensar sobre a radiação gravitacional é como o mensageiro que transporta informações sobre mudanças nos campos gravitacionais que atraem uma coisa para outra.
Vários observatórios de ondas gravitacionais (detectores) estão em construção ou em operação ao redor do mundo. Em 2017, o Prêmio Nobel de Física foi concedido a Rainer Weiss, Kip Thorne e Barry Barish por seu papel na detecção de ondas gravitacionais.

## Histórico
A possibilidade de existirem ondas gravitacionais foi discutida em 1893 por Oliver Heaviside usando a analogia entre a lei do inverso do quadrado da distância em gravitação e eletricidade. Em 1905, Henri Poincaré propôs pela primeira vez ondas gravitacionais (ondes gravifiques), que emanavam de um corpo e se propagavam à velocidade da luz, como exigiam as transformações de Lorentz e sugeriam que, em analogia com uma carga elétrica aceleradora produzindo ondas eletromagnéticas, massas aceleradas em uma teoria relativística de campo da gravidade devem produzir ondas gravitacionais. Quando Einstein publicou sua teoria geral da relatividade em 1915, ele ficou céptico da ideia de Poincaré, já que a teoria implicava não haverem "dipolos gravitacionais". No entanto, ele ainda perseguiu a ideia e, com base em várias aproximações, chegou à conclusão que, deveria haver, de fato, três tipos de onda gravitacional (nomeadas por Hermann Weyl como longitudinalmente-longitudinal, transversalmente-longitudinal e transversalmente transversal).
Essas aproximações feitas por Einstein receberam críticas de diversos pesquisadores e até Einstein teve dúvidas. Em 1922, Arthur Eddington escreveu um artigo intitulado "A propagação de ondas gravitacionais", no qual mostrou que dois dos três tipos de ondas propostas por Einstein podiam viajar a qualquer velocidade e esta velocidade depende do sistema de coordenadas; portanto, eram na verdade ondas espúrias. O problema que Eddington encontrou nos cálculos originais de Einstein é que o sistema de coordenadas que ele usou era, por si só, um sistema "ondulado" e, portanto, dois dos três tipos de onda eram simplesmente espaço plano visto a partir de um sistema de coordenadas onduladas; ou seja, os artefatos matemáticos foram produzidos pelo sistema de coordenadas e não eram realmente ondas. Isso também colocou dúvidas sobre a fisicalidade do terceiro tipo (transversalmente transversal), entretanto, Eddington provou que essas viajariam à velocidade da luz em todos os sistemas de coordenadas, então não descartou sua existência. Em 1936, Einstein e Nathan Rosen apresentaram um documento para Physical Review no qual eles alegavam que as ondas gravitacionais não podiam existir na teoria completa da relatividade geral porque qualquer solução dessas equações de campo teria uma singularidade. O jornal enviou seu manuscrito para ser revisado por Howard P. Robertson, que (anonimamente) relatou que as singularidades em questão eram simplesmente as singularidades de coordenadas inofensivas das coordenadas cilíndricas empregadas. Einstein, que não estava familiarizado com o conceito de revisão pelos pares, retirou com raiva o manuscrito, para nunca mais publicar na Revisão Física novamente. No entanto, seu assistente Leopold Infeld, que havia estado em contato com Robertson, convenceu Einstein de que a crítica estava correta, e o artigo foi reescrito com a conclusão oposta (e publicado em outro jornal).
Em 1956, Felix Pirani corrigiu a confusão causada pelo uso de vários sistemas de coordenadas, reformulando as ondas gravitacionais em termos do tensor de curvatura Riemann manifestamente observável. Na época, Pirani teve seu trabalho ignorado principalmente porque a comunidade científica estava focada em uma questão diferente: se as ondas gravitacionais poderiam transmitir energia. Este assunto foi resolvido por um experimento de pensamento proposto por Richard Feynman durante a primeira conferência "GR" em Chapel Hill em 1957. Em suma, seu argumento (conhecido como o "Sticky bead argument" ou “argumento das contas pegajosas”) observa que, se alguém tomar uma haste com contas (como miçangas), então o efeito de uma onda gravitacional passante seria mover as contas ao longo da haste; A fricção então produziria calor, o que implicava que a onda passante fizesse o trabalho. Pouco depois, Hermann Bondi (uma antiga céptica de onda gravitacional) publicou uma versão detalhada do "sticky bead argument".
Após a conferência de Chapel Hill, Joseph Weber começou a projetar e construir os primeiros detectores de ondas gravitacionais agora conhecidos como barras de Weber. Em 1969, Weber afirmou ter detectado as primeiras ondas gravitacionais, e em 1970 ele estava "detectando" sinais regularmente do Centro Galáctico. No entanto, a frequência de detecção rapidamente suscitou dúvidas sobre a validade de suas observações, pois a taxa implícita de perda de energia da Via Láctea drenaria nossa galáxia de energia em uma escala de tempo muito menor do que a idade inferida. Essas dúvidas foram fortalecidas quando, em meados da década de 1970, as experiências de repetição de outros grupos que construíram suas próprias barras de Weber em todo o mundo não conseguiram encontrar nenhum sinal e, no final dos anos 1970, o consenso geral foi que os resultados de Weber eram espúrios.
No mesmo período, descobriu-se a primeira evidência indireta da existência de ondas gravitacionais. Em 1974, Russell Alan Hulse e Joseph Hooton Taylor, Jr. descobriram o primeiro pulsar binário (uma descoberta que lhes valeu o Prêmio Nobel de Física de 1993). Em 1979, os resultados foram publicados detalhando a medida da decadência gradual do período orbital do pulsar Hulse-Taylor, que se ajustou precisamente à perda de energia e ao momento angular na radiação gravitacional predita pela relatividade geral.
Esta detecção indireta de ondas gravitacionais motivou buscas adicionais, apesar do resultado desacreditado de Weber. Alguns grupos continuaram a melhorar o conceito original de Weber, enquanto outros perseguiram a detecção de ondas gravitacionais usando interferômetros a laser. A ideia de usar um interferômetro laser para detectar ondas gravitacionais parece ter sido flutuada por várias pessoas de forma independente, incluindo ME Gertsenshtein e VI Pustovoit em 1962 e Vladimir B. Braginskiĭ em 1966. Os primeiros protótipos foram desenvolvidos na década de 1970 por Robert L. Forward e Rainer Weiss. Nas décadas que se seguiram, foram construídos instrumentos cada vez mais sensíveis, culminando na construção do GEO600, LIGO e Virgo.
Depois de anos produzindo resultados nulos, a LIGO fez a primeira detecção direta de ondas gravitacionais em 14 de setembro de 2015. Foi inferido que o sinal, denominado GW150914, originou-se da fusão de dois buracos negros. Um ano antes, a LIGO poderia ter sido derrubada quando cientistas do experimento BICEP2 (Background Imaging of Cosmic Extragalactic Polarization 2) afirmaram terem detectado um sinal fraco na radiação de fundo demicro-ondas cósmicas (CMB) que parecia evidência de ondas gravitacionais criadas no universo inicial. De acordo com os pesquisadores, essa descoberta teria sido uma prova de "arma fumegante" para a hipótese de inflação cósmica, que postula que logo após o Big Bang (13,8 bilhões de anos atrás), o universo sofreu um período de expansão incrivelmente rápida. Essa expansão teria produzido ondulações no CMB, a névoa cósmica que enche o universo e representa a primeira radiação detectável. Todavia, o sinal detectado pelo BICEP2 também pode ser explicado pelo pó na Via Láctea, e os pesquisadores retiraram a afirmação de que eles haviam detectado ondas gravitacionais.
Em 2017, o Prêmio Nobel de Física foi concedido a Rainer Weiss, Kip Thorne e Barry Barish por seu papel na detecção de ondas gravitacionais.
Os observatórios de Ligo e Virgo aprimoraram sua sensibilidade e melhoraram a estrutura matemática usada para descrever as chamadas ondas gravitacionais persistentes observáveis e, em 2019, calcularam que essas ondas podem deixar traços mais persistentes de sua passagem.

## Detecção
O Observatório de Onda Gravitacional de Interferômetro de Laser (LIGO), conta com ajuda de mais de 1 000 cientistas colaboradores, a construção de ambos observatórios um em Washington e o outro na Louisiana custaram cerca de US$ 1 bilhão e foram financiados pela National Science Foundation.
O sistema de Interferometria essencialmente funciona a partir da medição nas variações que ocorrem em feixes de luz, que são dispostos ao longo de dois, diferentes, braços. Essa análise ocorre quando observamos as variações e interferências no retorno dos feixes de luzes, que se sobrepõe, visto que segundo a Teoria da Relatividade a luz percorre sempre uma mesma distância gastando o mesmo tempo, essa é a nossa régua ideal, eliminando o erro de uma forma de medição que também sofra as variações geométricas causadas pelas ondulações. Toda essa tecnologia deve ser sensível o bastante para ser possível detectar variações de menos de um décimo de milhar de um próton, composto por dois interferômetros, um potente feixe de laser passa pelo divisor de feixe permitindo com que os dois feixes gerados tenham mesma fase e se separem perpendicularmente pelos braços de 4 km cada, ao final são refletidos pelos espelhos. Tudo foi projetado para que normalmente as fases das ondas do feixe de luz originalmente emitido e o refletido gerem um efeito destrutivo, assim nada é detectado pelo fotodetector. Para ocasião de uma onda gravitacional passar pela Terra, fazendo com que o espaço-tempo se expanda e se contraia infinitesimalmente em uma direção, dessa forma gerando uma interferência decorrente da propriedade física do comportamento de onda da luz quando as fases produzem um efeito de construção, assim um sinal é detectado.
O fato de serem dois observatórios é uma forma de contornar a possibilidade de confundir a detecção de abalos sísmicos, uma vez que ao detectar um sinal esse sinal será comparado com o detectado pelo outro observatório. Apenas é confirmado que esse abalo foi gerado por ondas gravitacionais se o sinal gerado tenha as mesmas características, como por exemplo, exatamente a mesma frequência, já que os observatórios são exatamente iguais. É importante ressaltar que tudo isso ocorre no vácuo, dessa forma assegurando que a luz não terá um meio instável que possa alterá-la de alguma forma. Entre aprimoramentos dos observatórios foram atualizados o laser para gerar uma maior frequência, instalação de sílica fundida para reduzir movimentos aleatórios dos espelhos e também sua suspensão teste para reduzir ruídos térmicos, e melhorar o isolamento sísmico, fazendo com que eles fiquem mais sensíveis para detecção.

### Indireta
Em 1974 a detecção indireta mais plausível de Ondas gravitacionais foi feita por Joseph Taylor, Jr. e Russell Alan Hulse, ao observarem pulsares rodeando uma Estrela de nêutrons (estrelas de nêutrons são primos menos densos de buracos negros). Esse é o binário Hulse-Taylor - um par de estrelas, que é um pulsar. As características de sua órbita podem ser deduzidas do deslocamento Doppler de sinais de rádio emitidos pelo pulsar. Cada uma das estrelas é de cerca de 1,4 M (sendo M a massa do Sol) e o tamanho de suas órbitas é cerca de 1/75 da órbita Terra-Sol, apenas algumas vezes maior do que o diâmetro do nosso próprio Sol. A combinação de massas maiores e separação menor significa que a energia fornecida pelo binário Hulse-Taylor será muito maior do que a energia fornecida pelo sistema Terra-Sol — aproximadamente 10²² vezes.
A informação sobre a órbita pode ser usada para prever a quantidade de energia (e momento angular) que seria irradiada na forma de ondas gravitacionais. À medida que a energia é carregada, as estrelas devem se aproximar umas das outras. As medidas no sistema Hulse-Taylor foram realizadas há mais de 30 anos. A mudança no período orbital corresponde à predição da radiação gravitacional assumida pela relatividade geral para dentro de 0,2 por cento. Em 1993, Russell Hulse e Joe Taylor receberam o Prêmio Nobel de Física para este trabalho, que foi a primeira evidência indireta de ondas gravitacionais. O tempo de vida deste sistema binário, do presente à fusão, é estimado em algumas centenas de milhões de anos.
Depois disso os cientistas estavam motivados a provar sua existência. Em meados de 1990 estavam simulando a fusão de Buraco negro, até a chegada do Observatório de Onda Gravitacional de Interferômetro de Laser (LIGO), no final do século 20 teve um progresso lento com necessidade de muitos reparos, mas a equipe passou por cima de todos eles. O desafio não foi a física em si, mas a matemática por trás. As equações de Einstein são nomeadas constraint equations, as quais as soluções devem sempre satisfazer condições específicas, o que é difícil já que existem 10 equações com milhares de termos.

### Direta
|                                                           |  |                                          |
| Detector do LIGO em Livingston, Luisiana, Estados Unidos. |  | Interferômetro Virgo em Cascina, Itália. |

Até 2015, nenhuma "radiação gravitacional" tinha sido satisfatoriamente observada. A teoria quantizada da radiação prevê que o pacote de onda da gravidade seria a partícula gráviton, que ainda também não foi observada. Existem diversos experimentos ao redor do mundo que buscam evidências de ondas gravitacionais. Muitos se baseiam em tentar detectar alterações da energia interna de corpos maciços a temperaturas baixíssimas (criogênicas), em sistemas de alto vácuo sob isolamento vibracional, em laboratório. Essas alterações da energia interna seriam supostamente causadas pela passagem de ondas gravitacionais oriundas de megaeventos no espaço, como o choque de estrelas. O Detector Mario Schenberg é um detector de ondas gravitacionais brasileiro que utiliza deste princípio de detecção. Ele estava instalado na Universidade de São Paulo, mas foi transferido para o Instituto Nacional de Pesquisas Espaciais, onde será remontado.
No final de 2015, pesquisadores do projeto LIGO (Laser Interferometer Gravitational-Wave Observatory) observaram "distorções no espaço e no tempo" causadas por um par de buracos negros, com cerca de 30 massas solares cada um, em processo de fusão. A descoberta foi anunciada ao público no dia 11 de fevereiro de 2016 pela Colaboração Científica LIGO, da qual sete brasileiros faziam parte naquele dia. David Reitze, diretor do projeto, em uma entrevista coletiva em Washington, disse: "Nós detectamos ondas gravitacionais. Nós conseguimos". Reitze anunciou que dois dos observatórios da Scientific Collaboration um em Hanford, Washington e Livingston, Louisiana, haviam detectado ondas gravitacionais em 14 de setembro de 2015 às 06h50min45 (horário de Brasília), o evento foi nomeado como GW150914. O sinal oscilou de 35 Hz a 250 Hz, com uma diferença de tempo de 7 × 10-3 s85 entre a detecção de cada observatório, e amplitude máxima de 1,0 x 10^(-21). Assim coincidindo como a forma prevista por Einstein em quase exatos 100 anos atrás para um encontro de corpos massivos, no caso de buracos negros que rodeiam um ao outro até o seu encontro e fusão, dessa forma resultando em uma significativa deformação no espaço-tempo. Para o alívio de muitos a fusão ocorreu a uma distância de ~ 1,3 bilhões de anos-luz da Terra. As massas dos buracos negros iniciais eram de 29 M e 36 M, (massa solar, M, aproximadamente 1,99 × 10^30 Kg), a massa do buraco negro resultante foi de 62 M, aproximadamente 3,0 Mc2 de energia foi distribuída em de ondas gravitacionais para o restante do Cosmos.
Em junho de 2016, uma segunda explosão de ondas gravitacionais da fusão de buracos negros foi anunciada, sugerindo que essas detecções em breve vão se tornar rotina e parte de um novo tipo de astronomia.
Em 1 de junho de 2017, pela terceira vez, cientistas anunciaram que detectaram as reverberações infinitesimais do espaço-tempo.

### Sistemas binários
Plano que pode oferecer maior incidência de ondas gravitacionais. Nesse sistema podemos oferecer três possibilidades de geração: buracos negros, estrelas de nêutrons e de duas anãs brancas. Esse sistema se baseia na junção de dois desses corpos celestes, qualquer combinação destes e a junção deles pode ocorrer um determinado tempo {\displaystyle T} onde {\displaystyle T=(MR)-4}, considerando que a massa {\displaystyle M} dos corpos estejam na mesma ordem de grandeza e {\displaystyle R} seria a distância que os corpos se encontram um do outro.[carece de fontes?]
Esse foi o plano no qual se deu a detecção das ondas em 2015, quando o choque de dois buracos negros, de massas {\displaystyle 36M_{\odot }} e {\displaystyle 29M_{\odot }} (sendo {\displaystyle M_{\odot }} a massa solar), após a colisão o corpo resultante obteve uma massa equivalente a {\displaystyle 62M_{\odot }}. Os {\displaystyle 3M_{\odot }} que não entram na somatória das massas foram dispersados energicamente ao longo da colisão em forma de oscilação gravitacional.
Cada fonte produz um sinal ímpar, único, mas é claro que a origem, ou seja, o mecanismo gerador delas é o mesmo. As ondas gravitacionais geradas por sistemas binários são emitidas desde quando os objetos giram um em torno do outro até o momento que eles se fundem. Porém, como as ondas carregam energia consigo, parte da energia do sistema é levada embora para o espaço e, como consequência, os objetos giram cada vez mais rápido e ficam cada vez mais próximos. Uma coisa interessante acontece: quanto maior é o ganho de velocidade desses objetos (i.e., a aceleração) então mais intensas são as ondas gravitacionais emitidas por esse sistema. Em decorrência, esse sistema perde mais e mais energia e os objetos se aproximam cada vez mais, aumentando sua velocidade e assim sucessivamente. Os dois objetos estão agora condenados, incapazes de escapar do seu fim: a queda em espiral, colapso e a fusão.

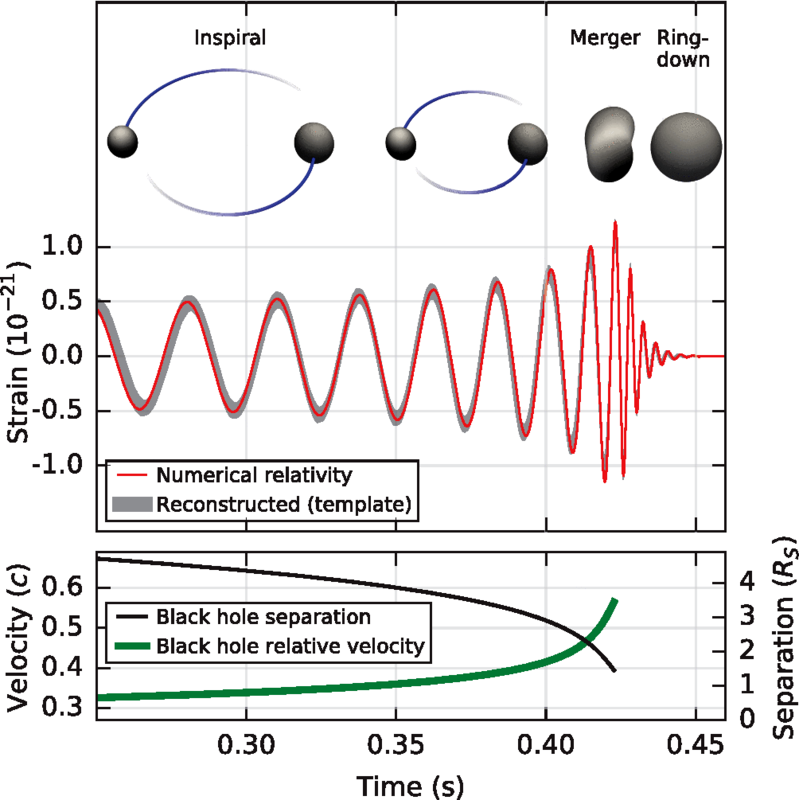
Sinal da GW150914, o primeiro detectado, que é um sinal de um sistema binário de dois buracos negros

É como o caso da patinadora de gelo quando salta e gira ao mesmo tempo: ao encolher os braços e as pernas no ar ela é capaz de girar mais rápido. Isto, em física, é chamado de conservação do momento angular e é o mesmo princípio envolvido no movimento desses dois objetos compactos, como foi o caso dos dois buracos negros do primeiro sinal detectado. No caso, a perda de energia força o par a se aproximar do centro de massa e, por conta disto, as velocidades aumentam.
É um círculo vicioso: quanto mais próximos estão os dois buracos negros, maior é a sua velocidade. Ao se aproximarem, a velocidade de cada um deles aumenta e, porque temos massas aceleradas, OG são emitidas levando a energia embora. Essa perda de energia obriga os buracos negros a ficarem mais próximos e aumentar a sua velocidade. Por conta do aumento da suas velocidades temos emissão de OG e assim sucessivamente. Esse processo continua até a fusão do par.
Em todos os casos, a frequência das OG geradas por essas fontes binárias aumenta à medida que os buracos negros se aproximam. A duração de cada uma varia de acordo com os objetos, por exemplo, dois buracos negros produzem OG muito características em frações de segundo enquanto estrelas de nêutrons (que possuem menos massa que um buraco negro) geram sinais de OG mais longos.

### Colapso gravitacional
O fenômeno mais violento do universo, quando a formação de um corpo celeste se dá por um colapso gravitacional no núcleo do corpo. Nessa ação, libera-se uma energia cerca de 15% da massa solar. Pela raridade deste evento, não se consegue ter uma precisão se a liberação dessa energia forma as distorções no tecido do espaço-tempo. Devida alta complexidade de um evento desses, fazer uma medição precisa sobre a amplitude e frequência das ondas geradas seria muito complexo e possivelmente falho. A possível frequência da onda gerada por esse evento 1 KHz, mas podendo variar em ciclos de 100 Hz a 10 KHz. Essa é uma das fontes para que mais se desenvolvem detectores, entretanto, é a fonte mais complexa de ser analisada e também a qual não possuímos muitas informações.
O colapso radial de um corpo esfericamente simétrico não emite ondas gravitacionais. Isso significa que uma estrela pulsante radialmente não irá emitir nenhum tipo de sinal. Mas, se durante a formação de uma estrela de nêutrons a partir de uma supernova, o núcleo de estrela acontece com rotação, então é possível emitir ondas gravitacionais de curta duração.

### Estrelas de nêutrons em rotação
A Teoria da relatividade geral prevê a formação de ondas gravitacionais a partir de um corpo assimétrico que esteja em rotação. Apesar da descrição geral do objeto, apenas objetos muito compactados, como as estrelas de nêutrons de alta rotação, podem gerir as deformações espaço-temporais por meio dessa fonte. Considerando que a energia irradiada na forma de onda gravitacional é gerada pela conservação da energia cinética do corpo assimétrico, podemos analisar esse corpo e compreender sua dinâmica no espaço.
Esse tipo de sistema gera as chamadas ondas gravitacionais contínuas. Estas, por sua vez, podem ser produzidas por um único objeto massivo que está girando, como é uma estrela de nêutrons, ou por um par de objetos compactos ainda distantes do momento da fusão.
Qualquer imperfeição no formato esférico da estrela de nêutrons ou colisão com outro objeto vai gerar uma onda gravitacional enquanto gira. Essa deformação é comumente denominada "montanha". Se a estrela gira de uma forma constante ou periódica, então o sinal da OG também será assim, com amplitude e frequência constantes. Isto é muito parecido com um instrumento musical como um violão fazendo soar uma mesma nota sempre ou um cantor que está cantando apenas uma nota. Como a OG possui frequência e amplitude constante então temos uma OG contínua.
Porém, outras oscilações das estrelas de nêutrons também podem gerar sinais de ondas gravitacionais de forma independente da presença de uma montanha cristalizada em sua crosta. Isso acontece, por exemplo, com os modos-r.